# 408 (numero)
Quattrocentotto (408) è il numero naturale Prima il 407 e dopo del 409.

## Proprietà matematiche
- È un numero pari.
- È un numero composto con 16 divisori: 1, 2, 3, 4, 6, 8, 12, 17, 24, 34, 51, 68, 102, 136, 204, 408. Poiché la somma dei suoi divisori (escluso il numero stesso) è 672 > 408, è un numero abbondante.
- È un numero idoneo.
- È un numero di Harshad (in base 10), cioè è divisibile per la somma delle sue cifre.
- È un numero palindromo nel sistema di numerazione posizionale a base 5 (3113), a base 14 (212), a base 23 (HH) e in quello a base 33 (CC). In queste due ultime basi è altresì un numero a cifra ripetuta.
- È un numero ottagonale.
- È un numero pratico.
- È un numero intoccabile.
- È parte delle terne pitagoriche (119, 408, 425), (145, 408, 433), (170, 408, 442), (192, 360, 408), (306, 408, 510), (408, 506, 650), (408, 544, 680), (408, 765, 867), (408, 819, 915), (408, 1120, 1192), (408, 1190, 1258), (408, 1710, 1758), (408, 2294, 2330), (408, 2431, 2465), (408, 2585, 2617), (408, 3456, 3480), (408, 4615, 4633), (408, 5194, 5210), (408, 6930, 6942), (408, 10400, 10408), (408, 13869, 13875), (408, 20806, 20810), (408, 41615, 41617).
- È un numero congruente.

## Astronomia
- 408P/Novičonok-Gerke è una cometa periodica del sistema solare.

- 408 Fama è un asteroide della fascia principale del sistema solare.
- NGC 408 è una stella della costellazione dei Pesci.

## Astronautica
- Cosmos 408 è un satellite artificiale russo.